# Rosenstiel Award
Der Lewis S. Rosenstiel Award for Distinguished Work in Basic Medical Research ist ein von Lewis Solon Rosenstiel gestifteter Wissenschaftspreis, der die medizinische Grundlagenforschung fördern soll. Er wird jährlich von der Brandeis University vergeben.
Von den 100 Preisträgern haben später 33 auch einen Nobelpreis für Medizin und 9 einen Nobelpreis für Chemie erhalten (Stand Oktober 2024).
Die Rosenstiel School of Marine and Atmospheric Sciences in Miami vergibt einen Rosenstiel Award für Meereswissenschaften.

## Preisträger
- 1971 David H. Hubel (1981 Nobelpreis für Medizin), Torsten N. Wiesel (1981 Nobelpreis für Medizin)
- 1972 Boris Ephrussi
- 1973 H. Ronald Kaback, Saul Roseman
- 1974 Arthur B. Pardee, Harold Edwin Umbarger
- 1975 Bruce Ames, James A. Miller, Elizabeth C. Miller
- 1976 Peter D. Mitchell (1978 Nobelpreis für Chemie)
- 1977 Barbara McClintock (1983 Nobelpreis für Medizin)
- 1978 César Milstein (1984 Nobelpreis für Medizin)
- 1979 Howard Green, Beatrice Mintz
- 1980 Elias James Corey Jr. (1990 Nobelpreis für Chemie), Bengt Ingemar Samuelsson (1982 Nobelpreis für Medizin), Frank Westheimer
- 1981 Stanley Cohen (1986 Nobelpreis für Medizin), Rita Levi-Montalcini (1986 Nobelpreis für Medizin), Gordon H. Sato
- 1982 Keith R. Porter, Alexander Rich
- 1983 Eric Kandel (2000 Nobelpreis für Medizin), Daniel E. Koshland
- 1984 Donald D. Brown, Robert L. Letsinger
- 1985 Seymour Benzer, Sydney Brenner (2002 Nobelpreis für Medizin)
- 1986 Harland G. Wood
- 1987 Shinya Inoué
- 1988 Sidney Altman (1989 Nobelpreis für Chemie), Thomas R. Cech (1989 Nobelpreis für Chemie)
- 1989 Christiane Nüsslein-Volhard (1995 Nobelpreis für Medizin), Edward B. Lewis (1995 Nobelpreis für Medizin)
- 1990 Richard Henderson (2017 Nobelpreis für Chemie), Nigel Unwin
- 1991 David Botstein, Raymond L. White, Ronald W. Davis
- 1992 Paul Nurse (2001 Nobelpreis für Medizin), Leland H. Hartwell (2001 Nobelpreis für Medizin)
- 1993 James Rothman (2013 Nobelpreis für Medizin), Randy Schekman (2013 Nobelpreis für Medizin)
- 1994 Robert G. Roeder, Robert Tjian
- 1995 Thomas D. Pollard, James A. Spudich
- 1996 Richard Axel (2004 Nobelpreis für Medizin), Linda B. Buck (2004 Nobelpreis für Medizin), A. James Hudspeth
- 1997 H. Robert Horvitz (2002 Nobelpreis für Medizin), John E. Sulston (2002 Nobelpreis für Medizin)
- 1998 Elizabeth Blackburn (2009 Nobelpreis für Medizin), Carol W. Greider (2009 Nobelpreis für Medizin)
- 1999 Roderick MacKinnon (2003 Nobelpreis für Chemie)
- 2000 Peter Moore, Harry Noller, Thomas A. Steitz (2009 Nobelpreis für Chemie)
- 2001 Joan A. Steitz
- 2002 Ira Herskowitz
- 2003 Masakazu Konishi, Peter R. Marler, Fernando Nottebohm
- 2004 Andrew Z. Fire (2006 Nobelpreis für Medizin), Craig Mello (2006 Nobelpreis für Medizin), Victor Ambros (2024 Nobelpreis für Medizin), Gary Ruvkun (2024 Nobelpreis für Medizin)
- 2005 Martin Chalfie (2008 Nobelpreis für Chemie), Roger Tsien (2008 Nobelpreis für Chemie)
- 2006 Mary Frances Lyon, Davor Solter, Azim Surani
- 2007 Franz-Ulrich Hartl, Arthur Horwich
- 2008 John Gurdon (2012 Nobelpreis für Medizin), Irving L. Weissman, Shin’ya Yamanaka (2012 Nobelpreis für Medizin)
- 2009 Jules Hoffmann (2011 Nobelpreis für Medizin), Ruslan Medzhitov
- 2010 Charles David Allis, Michael Grunstein
- 2011 Nahum Sonenberg
- 2012 Stephen J. Elledge
- 2013 Watt Webb, David Tank, Winfried Denk
- 2014 Frederick Alt
- 2015 Yoshinori Ohsumi (2016 Nobelpreis für Medizin)
- 2016 Susan Lindquist (posthum)
- 2017 Titia de Lange
- 2018 Stephen C. Harrison
- 2019 David Julius (2021 Nobelpreis für Medizin), Ardem Patapoutian (2021 Nobelpreis für Medizin)
- 2020 Katalin Karikó (2023 Nobelpreis für Medizin), Drew Weissman (2023 Nobelpreis für Medizin)
- 2021 Robert H. Singer
- 2022 Christine Holt, Erin Schuman
- 2023 Wolfgang Baumeister
- 2024 Winrich Freiwald, Nancy Kanwisher, Margaret Livingstone, Doris Tsao[1]